# Моделирование бизнес-процессов
Моделирование бизнес-процессов (BPM) в управлении бизнес-процессами и системной инженерии — это деятельность по представлению процессов предприятия, позволяющая анализировать, улучшать и автоматизировать текущие бизнес-процессы. BPM обычно выполняется бизнес-аналитиками, которые предоставляют экспертные знания в области моделирования; экспертами по предмету, которые обладают специальными знаниями о моделируемых процессах; или, чаще всего, командой, состоящей из обоих. В качестве альтернативы модель процесса может быть получена непосредственно из журналов событий с помощью инструментов интеллектуального анализа процессов.
Цель бизнеса часто состоит в том, чтобы увеличить скорость процесса или сократить время цикла; повысить качество; или снизить затраты, такие как рабочая сила, материалы или капитальные затраты. На практике управленческое решение инвестировать в моделирование бизнес-процессов часто мотивируется необходимостью документирования требований к проекту в области информационных технологий.
Программы управления изменениями, как правило, используются для внедрения любых улучшенных бизнес-процессов на практике. С достижениями в области разработки программного обеспечения видение моделей BPM, которые становятся полностью исполняемыми (и способными к моделированию и проектированию в оба конца), приближается к реальности.

## История
Методы моделирования бизнес-процессов, такие как блок-схема, функциональная схема, блок-схема управления, диаграмма Ганта, диаграммы PERT и IDEF, появились с начала 20-го века. Диаграммы Ганта были одними из первых, появившихся около 1899 года, блок-схемы в 1920-х годах, Блок-схема функциональных потоков и PERT в 1950-х годах, Диаграммы потоков данных и IDEF в 1970-х годах. Среди современных методов — Унифицированный язык моделирования, Нотация и модель бизнес-процессов. Тем не менее, это лишь малая часть методологий, используемых на протяжении многих лет для документирования бизнес-процессов. Термин «Моделирование бизнес-процессов» был введен в 1960-х годах в области системного проектирования С. Уильямсом в его статье 1967 года «Моделирование бизнес-процессов улучшает административный контроль». Его идея заключалась в том, что методы для лучшего понимания физических систем управления могут быть использованы аналогичным образом для бизнес-процессов. Этот термин стал популярным только в 1990-х годах.
В 1990-е годы термин «процесс» стал новой парадигмой производительности. Компаниям было рекомендовано мыслить процессами, а не функциями и процедурами. Процессное мышление рассматривает цепочку событий в компании от покупки до поставки, от получения заказа до продажи и т. д. Традиционные инструменты моделирования были разработаны для иллюстрации затрат, в то время как современные инструменты ориентированы на кросс-функциональные виды деятельности. Эти кросс-функциональные виды деятельности значительно возросли в количестве и важности из-за роста сложности и зависимости. Новые методологии включают в себя перепроектирование бизнес-процессов, инновации бизнес-процессов, управление бизнес-процессами, комплексное бизнес-планирование и другие, «направленные на совершенствование процессов в рамках традиционных функций, составляющих компанию».
В области разработки программного обеспечения термин «моделирование бизнес-процессов» противопоставляется общему моделированию программных процессов, стремясь больше сосредоточиться на состоянии практики при разработке программного обеспечения. В то время (начало 1990-х годов) все существующие и новые методы моделирования для иллюстрации бизнес-процессов были объединены в «языки моделирования бизнес-процессов». В объектно-ориентированном подходе это считалось важным шагом в спецификации систем бизнес-приложений. Моделирование бизнес-процессов стало основой новых методологий, например, тех, которые поддерживают сбор данных, анализ потоков данных, схемы технологических процессов и средства отчетности. Примерно в 1995 году были представлены первые визуально ориентированные инструменты для моделирования и внедрения бизнес-процессов.

## Темы

### Бизнес-модель
Бизнес-модель — это основа для создания экономических, социальных и/или других форм ценности. Таким образом, термин «бизнес-модель» используется для широкого спектра неформальных и формальных описаний для представления основных аспектов бизнеса, включая цели, предложения, стратегии, инфраструктуру, организационные структуры, торговую практику, операционные процессы и политику.
В самом базовом смысле бизнес-модель — это метод ведения бизнеса, с помощью которого компания может поддерживать себя. То есть получать доход. Бизнес-модель описывает, как компания зарабатывает деньги, указывая, где она находится в цепочке ценности.

### Бизнес-процесс
Бизнес-процесс — это совокупность связанных, структурированных действий или задач, которые создают конкретную услугу или продукт (служат определённой цели) для конкретного клиента или клиентов. Существует три основных типа бизнес-процессов:
1. Процессы управления, которые управляют работой системы. Типичные процессы управления включают корпоративное управление и стратегическое управление.
2. Операционные процессы, которые составляют основной бизнес и создают основной поток создания ценности. Типичными операционными процессами являются закупки, производство, маркетинг и продажи.
3. Вспомогательные процессы, которые поддерживают основные процессы. Примеры включают бухгалтерский учёт, подбор персонала и техническую поддержку.

Бизнес-процесс может быть разложен на несколько подпроцессов, которые имеют свои собственные атрибуты, но также способствуют достижению цели суперпроцесса. Анализ бизнес-процессов обычно включает в себя отображение процессов и подпроцессов вплоть до уровня деятельности. Модель бизнес-процесса — это модель одного или нескольких бизнес-процессов, определяющая способы выполнения операций для достижения намеченных целей организации. Такая модель остается абстракцией и зависит от предполагаемого использования модели. Он может описывать рабочий процесс или интеграцию между бизнес-процессами. Он может быть построен на нескольких уровнях.
Рабочий процесс — это описание последовательности операций, заявленных как работа человека, простого или сложного механизма, группы лиц, организации персонала или машин. Рабочий процесс может рассматриваться как любая абстракция реальной работы, разделенная на рабочие места, разделение работ или другие типы заказов. В целях контроля рабочий процесс может представлять собой представление о реальной работе в выбранном аспекте.

### Бизнес-процесс, ориентированный на артефакты
Модель бизнес-процессов, ориентированная на артефакты, стала целостным подходом к моделированию бизнес-процессов, поскольку она обеспечивает очень гибкое решение для учёта операционных характеристик бизнес-процессов. В нём особое внимание уделяется описанию данных бизнес-процессов, известных как «артефакты», путем характеристики объектов данных, относящихся к бизнесу, их жизненных циклов и связанных с ними услуг. Подход к моделированию процессов, ориентированный на артефакты, способствует автоматизации бизнес-операций и поддерживает гибкость внедрения и эволюции рабочего процесса.

## Инструменты
Инструменты моделирования бизнес-процессов предоставляют бизнес-пользователям возможность моделировать свои бизнес-процессы, внедрять и выполнять эти модели, а также уточнять модели на основе выполняемых данных. В результате инструменты моделирования бизнес-процессов могут обеспечить прозрачность бизнес-процессов, а также централизацию корпоративных моделей бизнес-процессов и показателей выполнения. Инструменты моделирования также могут обеспечивать совместное моделирование сложных процессов пользователями, работающими в группах, где пользователи могут совместно обмениваться моделями и моделировать их. Инструменты моделирования бизнес-процессов не следует путать с системами автоматизации бизнес-процессов — обе практики моделируют процесс как один и тот же начальный шаг, и разница в том, что автоматизация процессов дает вам «исполняемую диаграмму», которая кардинально отличается от традиционных графических инструментов моделирования бизнес-процессов.

### Моделирование и имитационное моделирование
Функциональность простого и имитационного моделирования позволяет выполнять предварительное моделирование и моделирование «что, если». Оптимизация после выполнения доступна на основе анализа фактических показателей по мере выполнения.
- Диаграммы прецедентов, созданные Иваром Якобсоном, 1992 (интегрированы в UML);
- Диаграммы деятельности (также принятые в UML).

Некоторые методы моделирования бизнес-процессов включают:
- Нотация и модель бизнес-процессов (BPMN);
- Язык моделирования жизненного цикла (LML);
- Предметно-ориентированное управление бизнес-процессами (S-BPM);
- Метод анализа информации на естественном языке с улучшенным познанием (CogNIAM);
- Расширенный язык бизнес-моделирования (xBML);
- Цепочка процессов, управляемых событиями (EPC);
- Определение ICAM (IDEF0);
- Унифицированный язык моделирования (UML), расширения для бизнес-процессов;
- Формализованная административная нотация (FAN);
- Моделирование процессов Харбара (HPM).

### Средства языка программирования
Программное обеспечение BPM suite предоставляет программные интерфейсы (веб-службы, интерфейсы прикладных программ (API)), которые позволяют создавать корпоративные приложения для использования механизма BPM. Этот компонент часто упоминается как движок пакета BPM.
Языки программирования, которые внедряются для BPM, включают:
- Язык выполнения бизнес-процессов (BPEL);
- Язык описания хореографии веб-сервисов (WS-CDL);
- Язык определения процесса XML (XPDL).

Некоторые языки, зависящие от поставщика:
- Архитектура интегрированных информационных систем (ARIS), поддерживает EPC;
- Язык определения процессов Java (JBPM).

Другие технологии, связанные с моделированием бизнес-процессов, включают архитектуру, основанную на моделях, и архитектуру, ориентированную на обслуживание.

## Бизнес-эталонная модель
Бизнес-эталонная модель — это эталонная модель, концентрирующаяся на функциональных и организационных аспектах предприятия, сервисной организации или государственного учреждения. В общем случае эталонная модель — это модель чего-то, что воплощает основную цель или идею чего-то, и затем может рассматриваться как эталон для различных целей. Бизнес-эталонная модель — это средство описания бизнес-операций организации, независимо от организационной структуры, которая их выполняет. Другие типы бизнес-эталонной модели также могут отображать взаимосвязь между бизнес-процессами, бизнес-функциями и бизнес-эталонной моделью бизнес-области. Эти эталонные модели могут быть построены слоями и служить основой для анализа компонентов сервиса, технологий, данных и производительности.

## Интеграция бизнес-процессов
Бизнес — модель, которую можно рассматривать как разработку модели бизнес-процесса, обычно показывает бизнес-данные и бизнес-организации, а также бизнес-процессы. Показывая бизнес-процессы и их информационные потоки, бизнес-модель позволяет заинтересованным сторонам бизнеса определить, понять и подтвердить свое деловое предприятие. Часть бизнес-модели «Модель данных» показывает, как хранится бизнес-информация, что полезно для разработки программного кода.
Обычно бизнес-модель создается после проведения собеседования, которое является частью процесса бизнес-анализа. Собеседование состоит из того, что ведущий задает ряд вопросов, чтобы получить информацию о предметном бизнес-процессе. Интервьюера называют фасилитатором, чтобы подчеркнуть, что информацию о бизнес-процессе предоставляют участники, а не фасилитатор. Хотя фасилитатор должен обладать некоторыми знаниями о предметном бизнес-процессе, но это не так важно, как овладение прагматичным и строгим методом интервьюирования бизнес-экспертов. Этот метод важен, поскольку для большинства предприятий необходима команда координаторов для сбора информации по всему предприятию, а результаты всех интервьюеров должны быть собраны и интегрированы после завершения.
Бизнес-модели разрабатываются как определяющие либо текущее состояние процесса, в этом случае конечный продукт называется моделью моментального снимка «как есть», либо концепцию того, каким должен стать процесс, в результате чего создается модель «быть». Сравнивая и сопоставляя модели «как есть» и «как должно быть», бизнес-аналитики могут определить, являются ли существующие бизнес-процессы и информационные системы надежными и нуждаются лишь в незначительных изменениях, или требуется реинжиниринг для устранения проблем или повышения эффективности. Следовательно, моделирование бизнес-процессов и последующий анализ могут быть использованы для фундаментального изменения того, как предприятие осуществляет свою деятельность.

## Реинжиниринг бизнес-процессов
Реинжиниринг бизнес-процессов (BPR) направлен на повышение эффективности и результативности процессов, существующих внутри организаций и между ними. Он рассматривает бизнес-процессы с точки зрения «чистого листа», чтобы определить, как лучше всего их построить.
Реинжиниринг бизнес-процессов (BPR) начинался как метод частного сектора, помогающий организациям фундаментально переосмыслить то, как они выполняют свою работу. Ключевым стимулом для реинжиниринга стала разработка и внедрение сложных информационных систем и сетей. Ведущие организации используют эту технологию для поддержки инновационных бизнес-процессов, а не для совершенствования существующих способов выполнения работы.

## Управление бизнес-процессами
Управление бизнес-процессами — это область управления, направленная на приведение организаций в соответствие с желаниями и потребностями клиентов. Это целостный подход к управлению, который способствует повышению эффективности и результативности бизнеса, стремясь к инновациям, гибкости и интеграции с технологиями. Поскольку организации стремятся к достижению своих целей, управление бизнес — процессами пытается постоянно совершенствовать процессы — процесс определения, измерения и улучшения ваших процессов-процесс «оптимизации процессов».